# Joaquín Ruiz de Oña González
Joaquín Ruiz de Oña González   (Huércanos, 18 d'abril de 1918 - Saragossa, 5 de febrer de 2008) fou un militar espanyol, darrer Capità general de les Illes Balears, ja que des de 1984 el càrrec seria de comandant general.
Estudià a Nájera i Logronyo i el 1935 va anar a estudiar enginyeria industrial a la Universitat de Deusto. Va lluitar en la guerra civil espanyola com a alferes provisional en el bàndol revoltat, i en acabar la guerra, com a tinent provisional, ingressà a l'Acadèmia d'Artilleria de Segòvia. Després de diversos destins en 1975 fou ascendit a general de brigada, arribant a ser cap d'Artilleria de Balears i de la VI Regió Militar. Després seria governador militar de Biscaia. El 6 de maig de 1980 fou nomenat governador militar de Pamplona, càrrec des del qual va organitzar l'operació "Alazan" per tal d'evitar incursions de membres d'ETA pels Pirineus. Mentre ocupava aquest destí el va sorprendre el cop d'estat del 23 de febrer de 1981. El 16 de desembre de 1981 fou nomenat capità general de la VIII Regió Militar (La Corunya), càrrec que va ocupar fins al 28 d'agost de 1982, quan fou nomenat capità general de la VI Regió Militar (Burgos). El març de 1983 fou nomenat Capità general de les Illes Balears, càrrec que va ocupar fins a novembre del mateix any en passar a situació B.